# 黛绮丝
黛綺丝，又称金花婆婆，是金庸小说《倚天屠龙记》中的人物。波斯與中國混血兒，原為波斯明教三聖女之一，總教於前任教主死後，各長老依三聖女所積功德高低而定新任教主，黛綺絲則被送至中土明教，目的是為了奪回總教已經失傳的「乾坤大挪移」心法，為金庸小說中武功超群的高手之一。
原為大美人，身兼明教四大法王之首紫衫龍王，後因私自結婚而破門出教，受總教追殺，為躲避追殺而易容裝扮為老婆婆，以「金花」之名行走江湖，在書中首次登場時的身份為「金花婆婆」，徒弟殷離不但是明教「白眉鷹王」殷天正的孫女，亦是明教教主張無忌之表妹；丈夫為銀葉先生韓千葉，兩人育有一女小昭。

## 生平
紫衫龍王黛綺絲雖著墨不多，但卻是個不折不扣的波斯美女，傾慕者無數。當年在光明頂上，碧水潭畔，紫衫如花，長劍勝雪，她性子如冰，傲骨冷冽如梅，行事偏激，不择手段。
紫衫龍王位列明教「四大護教法王」之首，更被明教第三十三代教主陽頂天收為義女，素有武林第一美女的盛譽，黛綺絲自幼於海邊長大，精通水性。
某天，孤身前來報父仇的「銀葉先生」韓千葉要求與明教第三十三代教主陽頂天在碧水寒潭中對決，但陽頂天不熟水性，黛綺絲於是冒認教主女兒代父出戰，成功擊敗韓千葉，並獲陽夫人賜予「紫衫龍王」的稱號。
因與韓千葉在水中肌膚相親而互許終身，為逃避總教追捕而「易容」為又老又醜的「金花婆婆」。金花婆婆出場時總帶幾聲咳嗽，就是因為當年於碧水寒潭與銀葉先生交戰時，被冰冷湖水傷及肺部，以至惡疾纏身。
黛綺絲與韓千葉成親之後，黛綺絲偷偷潛入了明教密道，希望尋回波斯總教失落多時的「乾坤大挪移」心法，盼望能將功贖罪，以避總教將失貞聖女燒死之懲罰，但卻未能尋回心法，因而和銀葉先生隱居東海靈蛇島，兩人育有獨女小昭。
碧水寒潭之戰後，陽教主命「蝶谷醫仙」胡青牛替受傷的韓千葉治病，但紫衫龍王破門出教後，胡青牛堅拒替銀葉先生療毒，最終韓千葉毒發身亡。紫衫龍王因此與明教結怨，並設計測試胡青牛是否真的不會替非明教中人治病，最後登門殺害胡青牛及其妻王難姑。
由於黛綺絲始終不忘尋回「乾坤大挪移」心法，故此派遣女兒小昭前往光明頂当卧底，但小昭卻在因张无忌追杀成昆此機緣巧合下跟他相会，并協助他練就此無上心法。
其后，她从徒弟殷离得知朱武家是唯一知悉谢逊下落所在，凭着高超航海技术到冰火岛成功迎接他到灵蛇岛。
為報多年前在蝴蝶谷敗於峨嵋派掌門滅絕師太之仇，她在靈蛇島設陷阱企圖殺害同為明教「四大護教法王」的金毛獅王謝遜，以便奪得其屠龍刀；更欲殺害泄露自己所設陷阱的徒弟殷離，但兩者皆為張無忌所救。
黛綺絲後來被波斯明教使者「風雲三使」活捉，行刑時被張無忌等人拯救。
為了保全自己及張無忌等人的性命，黛綺絲在無法可施的情況下勸説女兒小昭返回波斯擔任總教教主，方可保住張無忌等人的性命。

## 影视形象

### 劇集
- 施明：香港無綫電視《倚天屠龍記》（1978年）
- 郝曼丽：臺灣台視《倚天屠龍記》（1984年）
- 胡美仪：香港無綫電視《倚天屠龍記》（1986年）
- 李婉华：香港無綫電視《金毛狮王》（1994年）
- 张海伦：臺灣華視《倚天屠龍記》（1994年）
- 江欣燕、冯素波：：香港無綫電視《倚天屠龍記》（2001年）
- 阎青妤：中國亞環影音《倚天屠龍記》（2003年）
- 马羚：中國華誼兄弟、華夏視聽聯合出品《倚天屠龍記》（2009年）
- 杨明娜：中國華夏視聽、企鵝影視聯合出品《倚天屠龍記》（2019年）

### 電影
- 夏萍：《倚天屠龍記》及《倚天屠龍記大結局》（1978年），邵氏公司
- 陳紫函：《倚天屠龍記之九陽神功》、《倚天屠龍記之聖火雄風》（2022年），星王朝